# John Jackson (astronom)
John Jackson, FRS, škotski astronom, * 11. februar 1887, Paisley, Renfrewshire, Škotska, † 9. december 1958.
Jackson je med prvo svetovno vojno kot častnik Kraljevih inženircev uporabil svoje znanje za določanje lege sovražnikovih artilerijskih baterij.
Med letoma 1953 in 1955 je bil predsednik Kraljeve astronomske družbe.
1. 1 2  MacTutor History of Mathematics archive — 1994.